# Macrocera valdiviana
Macrocera valdiviana är en tvåvingeart som beskrevs av Philippi 1865. Macrocera valdiviana ingår i släktet Macrocera och familjen platthornsmyggor. Inga underarter finns listade i Catalogue of Life.